# Kovelahti (by)
Kovelahti är en by i Ikalis i Birkaland. Byn ligger innerst i viken Kovelahti i sjön Kyrösjärvi.